# 23 Librae
23 Librae (23 Lib) – gwiazda typu żółty karzeł, położona w gwiazdozbiorze Wagi w odległości ok. 72 lat świetlnych. Masa 23 Lib wynosi ok. 1,07 masy Słońca, a promień 1,25 promienia Słońca. W 1999 roku odkryto krążącą wokół niej planetę 23 Librae b, a 10 lat później poinformowano o odkryciu drugiej planety w tym układzie – 23 Librae c.